# Microvenator celer
Microvenator celer es la única especie conocida del género extinto Microvenator (lat. "pequeño cazador") de dinosaurio terópodo ovirraptórido, que vivió a mediados del período Cretácico, hace aproximadamente 110 millones de años , durante el Aptiense, en lo que hoy es Norteamérica.
Microvenator es el miembro más antiguo conocido de la familia Oviraptoridae. Al igual que otros pequeños terópodos, es probable que presentara una dieta carnívora, aunque no se descarta una tendencia omnívora. Barnum Brown estudió el espécimen tipo, AMNH 3041, en 1993, nombrándolo, en un comienzo, como Megadontosaurus a raíz de unos dientes que posteriormente, fueron atribuidos a un Deinonychus. Los restos fósiles del Microvenator se descubrieron en los estados de Montana y Wyoming, en los Estados Unidos. Incluido dentro junto con dientes de Deinonychus y visto como un nuevo animal tenía un pequeño cuerpo con una cabeza inusualmente grande, fue llamado informalmente "Megadontosaurus", "lagarto de grandes diente".  Habiéndose hecho ilustraciones de él, aunque no fue formalmente publicado en ese momento, un hecho compartido con varios otros de los dinosaurios de Cloverly, Deinonychus, Sauropelta, Tenontosaurus.  AMNH 3041 incluye las piezas del cráneo,  mano, pie, peroné izquierdo, 23 vértebras, 4 costillas, e ilion bastante completo, pubis, fémures, tibias, el tobillo izquierdo, húmero izquierdo, radio, y cúbito. En 1970 John Ostrom describió el tipo espécimen y le dio su nombre formal. Ostrom también refirió un solo diente de la colección del Museo Yale de Peabody, YPM 5366, a esta nueva especie. Las ilustraciones que Brown había preparado finalmente fueron publicadas en una monografía detallada y exhaustiva por Mackovicky y Sues en 1998. No pudieron confirmar que YPM 5366 pertenece a Microvenator, lo que si confirmaron es que Microvenator es  Oviraptorosauria, y es el miembro más temprano conocido de este grupo de Norteamérica. En publicaciones chinas desde 1983, se dice que una especie fue encontrada en China, primero llamada "Microvenator chagyabi" y luego "Microvenator chagyaensis", fue nombrada en una disertación de Zhao Xijin. Dado que nunca se ha publicado, sigue siendo un nombre inválido no descrito. Las razones de la atribución al género Microraptor no están claras. Se dice que se encontró un solo espécimen en la Formación Lura del Tíbet. La designación de especie se refiere al distrito de Zhag'yab.